# Hilbert (Wisconsin)
Hilbert é uma vila localizada no estado norte-americano de Wisconsin, no Condado de Calumet.

## Demografia
Segundo o censo norte-americano de 2000, a sua população era de 1089 habitantes.
Em 2006, foi estimada uma população de 1071, um decréscimo de 18 (-1.7%).

## Geografia
De acordo com o United States Census Bureau tem uma área de
2,9 km², dos quais 2,9 km² cobertos por terra e 0,0 km² cobertos por água. Hilbert localiza-se a aproximadamente 261 m acima do nível do mar.

## Localidades na vizinhança
O diagrama seguinte representa as localidades num raio de 16 km ao redor de Hilbert.